# 達姆塞爾 (密蘇里州)
達姆塞爾（英語：Damsel）是位於美國密蘇里州康登縣的非建制地區。

## 歷史
達姆塞爾的郵局於1885年設立，其後於1920年停運。

## 地理
達姆塞爾所處的海拔為高於海平面261米（即856英呎），而該地所採用的時區為UTC-6，即北美中部時區（CST）。同時該地設有夏令時間，為UTC-6調快一小時，即UTC-5（CDT）。